# Helsingin Jalkapalloklubi 2018

## Stagione
Nella stagione 2018 l'HJK ha disputato la Veikkausliiga, massima serie del campionato finlandese di calcio, terminando il torneo al primo posto con 78 punti conquistati in 33 giornate, frutto di 24 vittorie, 6 pareggi e 6 sconfitte, vincendo il campionato per la ventinovesima volta nella sua storia e venendo così ammesso al primo turno preliminare della UEFA Champions League 2019-2020. In Suomen Cup è sceso in campo a partire dal sesto turno, raggiungendo la finale del torneo per la ventesima volta nella sua storia, ma venendo sconfitto dall'Inter Turku per 1-0. Ha partecipato alla UEFA Champions League 2018-2019 come campione finlandese in carica, accedendo al primo turno di qualificazione: dopo aver sconfitto i faroesi del Víkingur Gøta, ha raggiunto il secondo turno, dove è stato eliminato dai bielorussi del BATĖ Borisov. Di conseguenza, è stato ammesso al terzo turno preliminare della UEFA Europa League 2018-2019, dove è stato eliminato dagli sloveni dell'Olimpia Lubiana.

## Organico

### Rosa
| N. |                      | Ruolo | Calciatore           |
| -- | -------------------- | ----- | -------------------- |
| 1  | Finlandia (bandiera) | P     | Markus Uusitalo      |
| 4  | Finlandia (bandiera) | D     | Hannu Patronen       |
| 5  | Finlandia (bandiera) | D     | Daniel O'Shaughnessy |
| 6  | Finlandia (bandiera) | D     | Juha Pirinen         |
| 7  | Brasile (bandiera)   | A     | Klauss               |
| 8  | Brasile (bandiera)   | D     | Rafinha              |
| 9  | Finlandia (bandiera) | A     | Riku Riski           |
| 10 | Finlandia (bandiera) | C     | Moshtagh Yaghoubi    |
| 11 | Finlandia (bandiera) | A     | Akseli Pelvas        |
| 14 | Finlandia (bandiera) | C     | Sebastian Dahlström  |
| 15 | Finlandia (bandiera) | D     | Ville Jalasto        |
| 16 | Finlandia (bandiera) | D     | Kalle Katz           |
| 17 | Finlandia (bandiera) | A     | Nikolai Alho         |
| 18 | Finlandia (bandiera) | D     | Roni Peiponen        |

| N. |                      | Ruolo | Calciatore               |
| -- | -------------------- | ----- | ------------------------ |
| 21 | Finlandia (bandiera) | D     | Mikko Sumusalo           |
| 22 | Ghana (bandiera)     | C     | Anthony Annan            |
| 25 | Finlandia (bandiera) | D     | Valtteri Vesiaho         |
| 27 | Slovenia (bandiera)  | D     | Filip Valenčič           |
| 31 | Spagna (bandiera)    | C     | Jordan Domínguez         |
| 32 | Nigeria (bandiera)   | D     | Faith Obilor             |
| 34 | Finlandia (bandiera) | D     | Kevin Kouassivi-Benissan |
| 36 | Finlandia (bandiera) | C     | Eetu Vertainen           |
| 38 | Finlandia (bandiera) | A     | Enoch Banza              |
| 39 | Nigeria (bandiera)   | A     | Macauley Chrisantus      |
| 61 | Finlandia (bandiera) | D     | Otto Ollikainen          |
| 74 | Egitto (bandiera)    | A     | Amr Gamal                |
| 77 | Ghana (bandiera)     | A     | Evans Mensah             |
| 88 | Russia (bandiera)    | P     | Maksim Rudakov           |

## Risultati

### Suomen Cup

#### Finale
| Arbitro: | Leino Mikko |

|  |           |              |
|  | Marcatori | 82’ Kuningas |

### UEFA Champions League

#### Primo turno
| Arbitro: | Robert Hennessy |

|                  |           |                                      |
| G. Vatnhamar 51’ | Marcatori | 9’ Dahlström 29’ (aut.) A. Gregersen |

| Arbitro: | Duje Strukan |

|                                   |           |               |
| Klauss 1’ Mensah 10’ Yaghoubi 19’ | Marcatori | 21’ Vatnhamar |

#### Secondo turno
| Barysaŭ 25 luglio 2018, ore 19:00 CEST Andata | BATĖ Borisov   | 0 – 0 referto | HJK | Barysaŭ-Arėna (11 567 spett.)\| Arbitro: \| Marco Di Bello \| |
| Arbitro:                                      | Marco Di Bello |               |     |                                                               |

| Arbitro: | Jonathan Lardot |

|              |           |                                 |
| Yaghoubi 28’ | Marcatori | 20’ (aut.) Rafinha 24’ Stasevič |

### UEFA Europa League

#### Terzo turno
| Arbitro: | Benoît Millot |

|                                      |           |  |
| Abass 38’, 59’ Kronaveter 50’ (rig.) | Marcatori |  |

| Arbitro: | Jevhen Aranovs'kyj |

|                |           |                                                                |
| Chrisantus 85’ | Marcatori | 20’ Abass 72’ Avramovski 75’ (aut.) Rafinha 90+2’ (rig.) Brkić |

## Statistiche

### Statistiche di squadra
| Competizione          | Punti | In casa | In casa | In casa | In casa | In casa | In casa | In trasferta | In trasferta | In trasferta | In trasferta | In trasferta | In trasferta | Totale | Totale | Totale | Totale | Totale | Totale | DR  |
| Competizione          | Punti | G       | V       | N       | P       | Gf      | Gs      | G            | V            | N            | P            | Gf           | Gs           | G      | V      | N      | P      | Gf     | Gs     | DR  |
| --------------------- | ----- | ------- | ------- | ------- | ------- | ------- | ------- | ------------ | ------------ | ------------ | ------------ | ------------ | ------------ | ------ | ------ | ------ | ------ | ------ | ------ | --- |
| Veikkausliiga         | 78    | 17      | 13      | 2       | 2       | 38      | 10      | 16           | 11           | 4            | 1            | 23           | 9            | 33     | 24     | 6      | 3      | 61     | 19     | +42 |
| Suomen Cup            | -     | 6       | 6       | 0       | 0       | 18      | 4       | 2            | 1            | 0            | 1            | 9            | 2            | 9      | 7      | 0      | 2      | 27     | 7      | +20 |
| UEFA Champions League | -     | 2       | 1       | 0       | 1       | 4       | 3       | 2            | 1            | 1            | 0            | 2            | 1            | 4      | 2      | 1      | 1      | 6      | 4      | +2  |
| UEFA Europa League    | -     | 1       | 0       | 0       | 1       | 1       | 4       | 1            | 0            | 0            | 1            | 0            | 3            | 2      | 0      | 0      | 2      | 1      | 7      | -6  |
| Totale                | -     | 26      | 20      | 2       | 4       | 61      | 21      | 21           | 13           | 5            | 3            | 33           | 15           | 48     | 33     | 7      | 8      | 95     | 37     | +58 |